# Quadband
Quadband bezeichnet die Eigenschaft eines Mobiltelefons, vier Haupt-GSM-Frequenzen zu unterstützen und es damit kompatibel zu den meisten 2G-Netzen weltweit zu machen. Die vier unterstützten Frequenzbereiche sind 850 und 1900 MHz (auf dem amerikanischen Kontinent genutzt) sowie 900 und 1800 MHz, die in den meisten restlichen Ländern der Welt verwendet werden (in Europa, Asien und Australien).
Im Gegensatz zu einem Triband-Telefon, das lediglich die Netze 900/1800 und 1900 beziehungsweise 850/1800 und 1900 unterstützt, kann mit dem Quadband-Handy praktisch in jedem GSM-Netz der Welt telefoniert werden.
Mit der Verbreitung von UMTS und LTE als Nachfolger des GSM-Standards ist der Begriff aus der Vermarktung von Mobiltelefonen weitgehend verschwunden.